# 에문드 노왕
에문드 노왕(스웨덴어: Emund den gamle 에문드 덴 감레[*], 생년 미상 ~ 1060년)은 스웨덴의 국왕(재위: 1050년 ~ 1060년)이다. 문쇠가 출신이다.

## 생애
올로프 솃코눙 국왕과 에들라(Edla)라는 여인의 사생아 아들로 태어났으며 아눈드 야코브의 형제이기도 하다. 1050년 아눈드 야코브 국왕이 후사 없이 사망하면서 스웨덴의 국왕으로 즉위했다.
아이슬란드의 사가인 《헤르보르와 헤이드레크의 사가》에서는 그의 이름이 등장한다. 에문드는 노르웨이 태생인 아스트리드 니알스도테르(Astrid Njalsdotter)와 결혼했다.
베스테르예틀란드(Västergötland)의 법전인 《베스티에탈라겐》(Västgötalagen)에 따르면 에문드는 자신의 목표를 달성하기 위해 타인의 의견을 무시하는 국왕이었다고 한다. 또한 브레멘 대주교가 잉글랜드 출신의 선교사인 오스문두스(Osmundus)를 스웨덴으로 파견하는 것에 반대하기도 했다.
아담 폰 브레멘이 쓴 문서인 《함부르크 주교들의 사적》에 따르면 에문드의 아들인 아눈드 에드문드손(Anund Emundsson)은 테라 페미나룸(Terra Feminarum) 군대가 스웨덴 군대를 공격하는 과정에서 사망했다고 한다. 그의 사망으로 인해 문쇠가(Munsö)의 혈통은 완전히 단절되고 만다. 스웨덴의 왕위는 에문드의 사위인 스텡킬이 승계받았다.
| 전임 아눈드 야코브 | 스웨덴의 국왕 1050년 ~ 1060년 | 후임 스텡킬 |